# Kvase

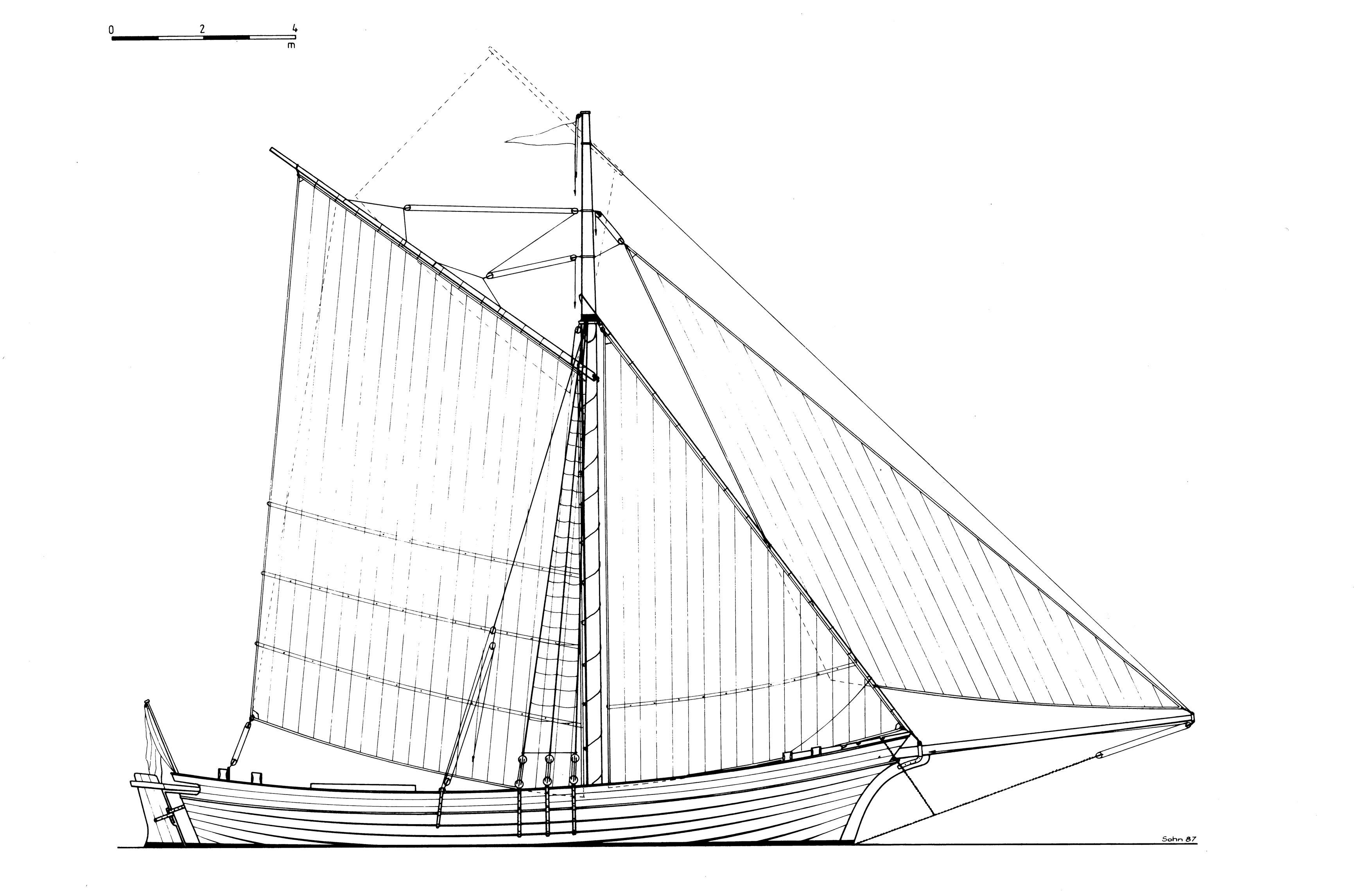
Ritning av den tyska kvasen Hildegard.

Kvase, kvass eller kvasse är ett medelstort fiskefartyg som är konstruerat för förvaring av levande fisk midskepps genom en sump, som med en mängd hål i bordläggningen står i förbindelse med sjön.
Kvasen kan vara däckad eller odäckad.